# Faras (Nubia)

Faras (en griego: Παχώρας, Pakhôras; en latín: Pachoras; en nubio antiguo: Ⲡⲁⲣⲁ, Pará) fue una importante ciudad de la Baja Nubia. La ciudad estaba situada el saliente de Wadi Halfa, al sur de la frontera entre Egipto y Sudán. En la década de 1960 fue inundada por el lago Nasser y ahora sus restos permanecen bajo el agua. Antes de su inundación, un equipo polaco patrocinado por la UNESCO y dirigido por Kazimierz Michałowski, realizó un intensivo trabajo arqueológico.

## Historia

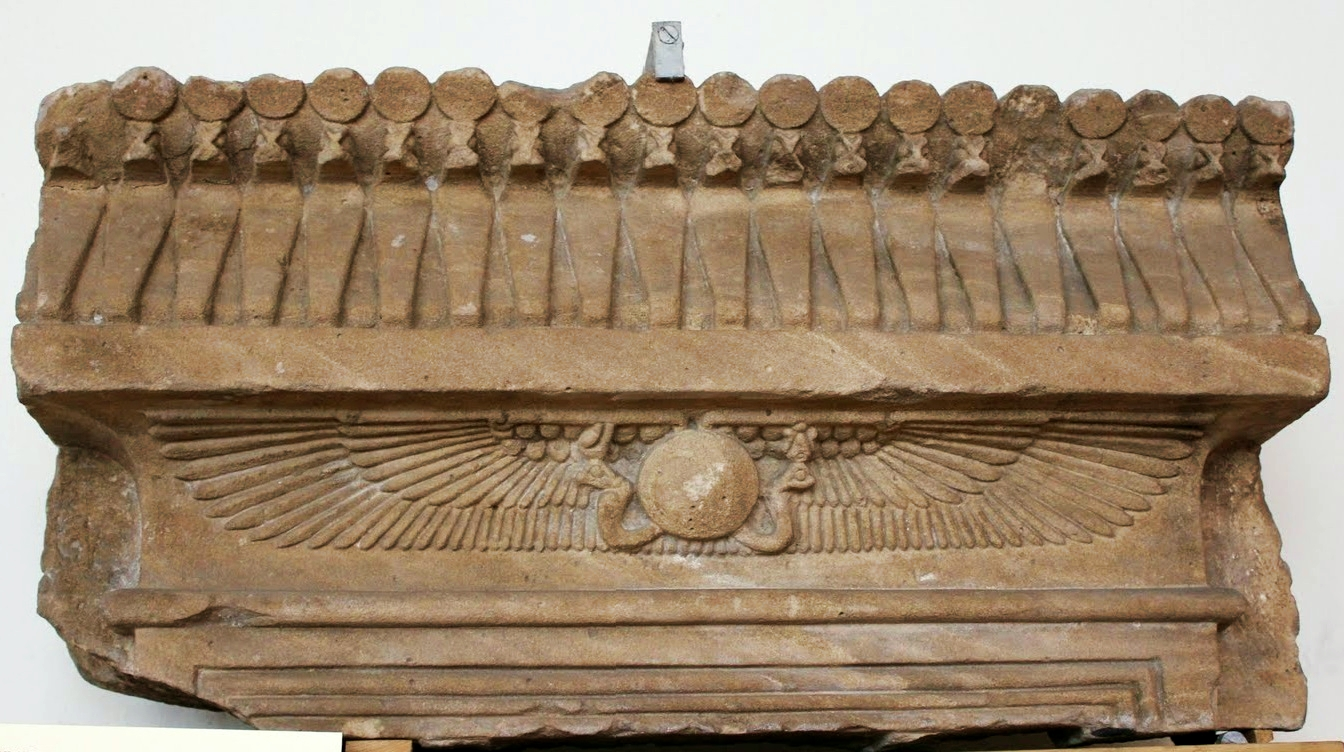
Restos de un dintel reutilizado, decorado con uraeus.

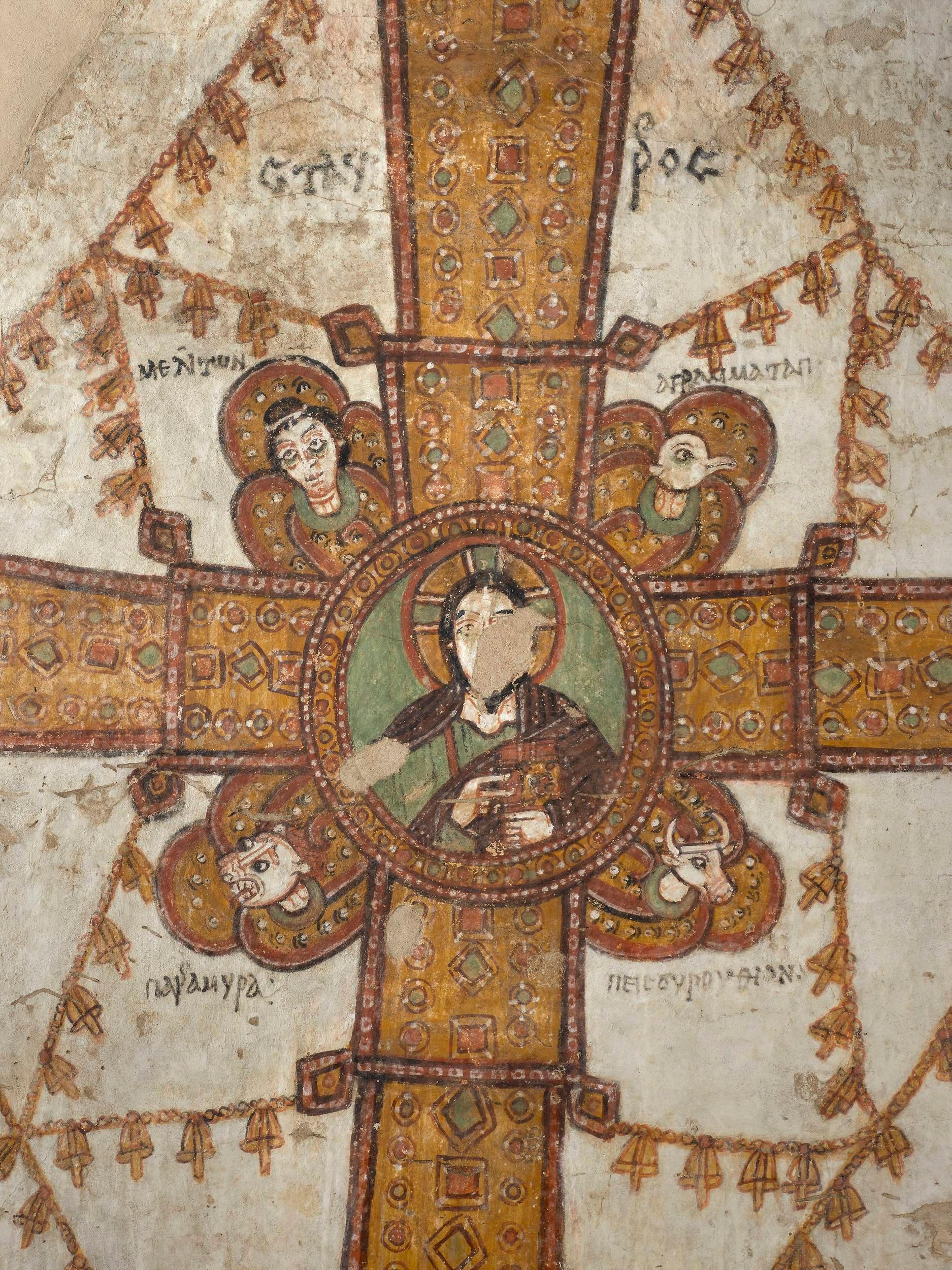
Restos de una pintura al fresco copta: Maiestas Crucis.

Durante el periodo de control de los faraones del Antiguo Egipto sobre Nubia, Faras se convirtió en un centro administrativo egipcio y, situada aguas arriba de Abu Simbel, la influencia cultural egipcia fue prominente.
En templos de Faras hubo inscripciones de Tutmosis III, Amenhotep II, Tutankamon, Horemheb, Ramsés II y Taharqo. La ciudad fue un centro importante durante el período meroítico. 
La ciudad alcanzó su apogeo durante el período cristiano de Nubia, cuando Faras fue la capital del Basiliskos Silko de Nobatia. Cuando Nobatia fue absorbida por Makuria, seguía siendo el centro más prominente del norte, y la sede del eparca de Nobatia.

## Arqueología

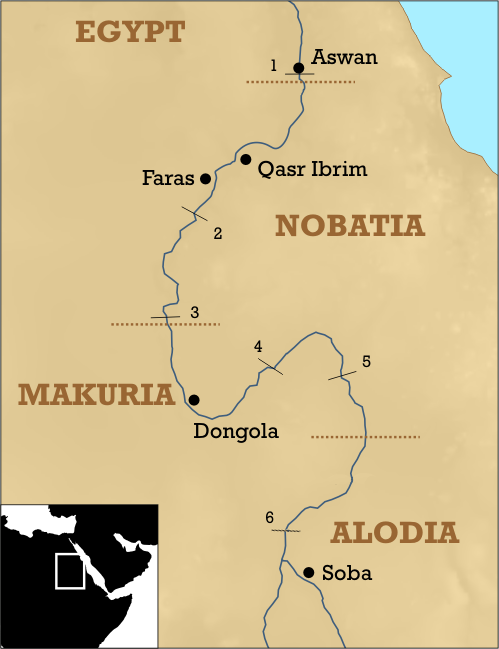
Imagen de Nubia

Uno de los descubrimientos más importantes de la época cristiana copta fue la catedral de la ciudad. La catedral había sido completamente cubierta de arena, y conservaba un gran número de pinturas murales. Estas pinturas son los mejores ejemplos de la supervivencia del arte nubio cristiano y representan una serie de escenas y retratos de varios monarcas bíblicos y obispos de Faras. Estas pinturas fueron rescatadas y se exhiben en el Museo nacional de Sudán y el Museo Nacional de Varsovia. Además, se encontraron importantes objetos de cerámica.
En los turbulentos últimos años de la Nubia cristiana, Faras parece haber declinado y el centro administrativo se trasladó a la zona más fácilmente defendible de Qasr Ibrim.